# برياماني
بريا فاسوديف ماني (من مواليد 4 يونيو 1984)، والمعروفة باسم برياماني (بالهندية: प्रियामणि )، هي ممثلة هندية وعارضة أزياء سابقة، تعمل في الغالب في أفلام بلغة التيلوغو والكنادية والتاميلية والمالايالامية. حصلت على جائزة السينما الوطنية لأفضل ممثلة وثلاث جوائز فيلم فير.
ظهرت برياماني لأول مرة في التمثيل خلال عام 2003 في فيلم بلغة التيلوغو Evare Atagaadu. اكتسبت شهرة بدورها كفتاة قروية موثازاجو في الدراما الرومانسية التاميلية في فيلم Paruthiveeran في عام 2007، وحصلت على جائزة الفيلم الوطني لأفضل ممثلة وجائزة فيلم فير لأفضل ممثلة في التاميل عن أدائها. تشمل أعمالها البارزة Raam (2009) وRaavan (2010) و Raavanan (2010) وPranchiyettan والقديس (2010) وChaarulatha (2012) وIdolle Ramayana (2016).

## وصلات خارجية
- برياماني على موقع IMDb (الإنجليزية)
- برياماني على موقع ميوزك برينز (الإنجليزية)
- برياماني على موقع أول موفي (الإنجليزية)
- برياماني على موقع قاعدة بيانات الفيلم (الإنجليزية)